# Chatto & Windus

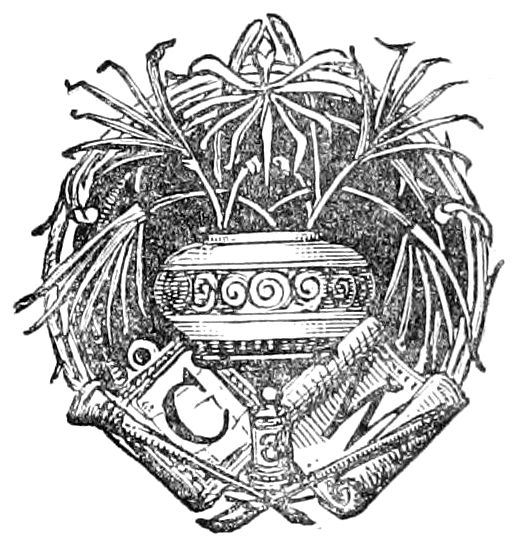
Логотип Chatto & Windus 1875 року.

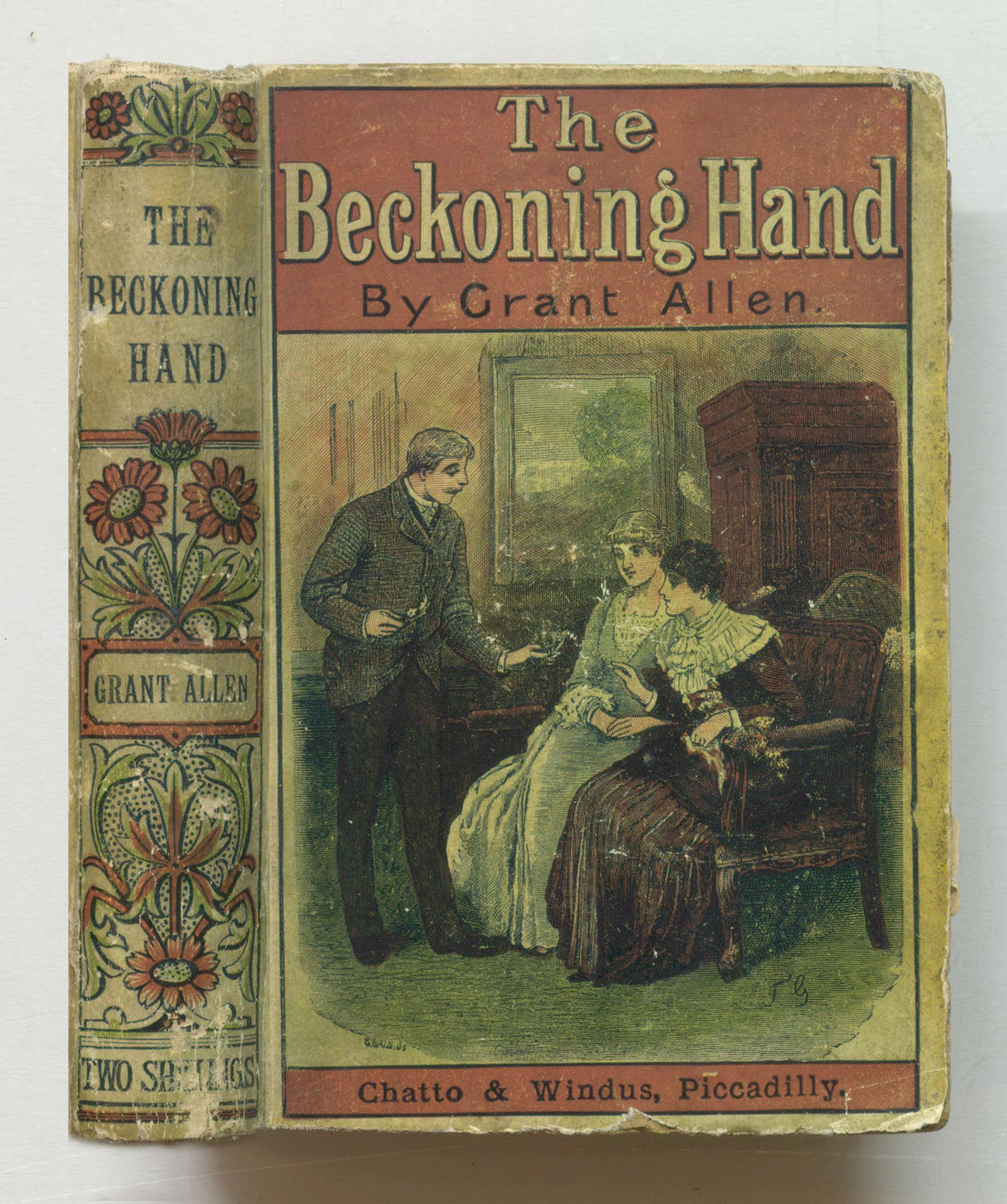
Книга, видана Chatto & Windus, автор книги: Чарльз Грант Аллен (зазначено на обкладинці) Назва книги: «Манить рука» (1887 рік)

Chatto & Windus (Чатто і Віндус) — це Англійське видавництво, яка в минулому була незалежною книжковою компанія, вона є відбитком видавництва Penguin Random House яке є і до нашого часу. Заснованою в Лондоні в 1855 році Джоном Кемденом Хоттеном. Після смерті Хоттена фірма, була реорганізована під іменами його ділового партнера Ендрю Чаттота поета Вільяма Едварда Віндуса. Компанію придбав Random House у 1987 році, і тепер вона є субімпринтом Vintage Books у підрозділі Penguin UK.